# Принцеса-наречена
«Принцеса-наречена» (англ. The Princess Bride) — романтичний фентезійний фільм 1987 року, знятий режисером Робом Райнером за мотивами однойменного роману американського письменника Вільяма Голдмана. Сценарій до фільму написаний самим Голдманом.
Фільм посів 50-ту позицію у списку «100 найсмішніших фільмів» телеканалу Bravo й увійшов до 100 найкращих американських фільмів про кохання за 100 років за версією AFI.
На 5 вересня 2021 року фільм займав 245-ту позицію у списку 250 кращих фільмів за версією IMDb.

## Сюжет
Початок фільму обрамлено сценою: до хворого хлопчика, який вимушений залишатися вдома (Фред Севідж) приходить дідусь (Пітер Фальк). Він приносить хлопчикові у подарунок книгу С. Моргенштерна «Принцеса-наречена», яку відразу ж починає читати онуку. Основний сюжет фільму — казка, яку читає дідусь.
У вигаданій країні Флорін на маленькій фермі жила прекрасна дівчина, на ім'я Жовтець (англ. Buttercup; Робін Райт). Її улюбленим заняттям було кататися на коні й дошкуляти різними завданнями молодого наймита Вестлі (Кері Елвес), який працював на фермі. І на всі її накази, навіть часом досить безглузді, він завжди відповідав одне: «Як побажаєш». З часом Жовтець розуміє, що Вестлі закоханий в неї, і відповідає взаємністю.
Щоб заробити грошей на весілля, Вестлі змушений покинути ферму і шукати удачі за морем. Незабаром Жовтець отримує звістку, що корабель, на якому поплив Вестлі, був захоплений Жахливим Піратом Робертсом (англ. Dread Pirate Roberts), який ніколи не залишає бранців живими.
Проходить п'ять років і Жовтець, яка вважає Вестлі мертвим, погоджується побратися з принцом Хампердінком (Кріс Сарандон). Однак перед самим весіллям дівчину викрадає  трійця бандитів: сицилійський кримінальний геній Визіні (Воллес Шон), іспанський майстер фехтування Ініго Монтойя (Менді Патінкін) і гігант з Гренландії, на ім'я Феззік (Андре Гігант). Через деякий час вони помічають, що їх переслідує людина в масці, одягнена у чорне. Також за ними в погоню виступив принц Хампердінк із загоном.
Щоб позбутися людини в чорному, від трійці відділяється Ініго Монтойя. Перед тим як битися, він цікавиться, чи не шестипалий його супротивник — людина в чорному показує, що ні. Ініго розповідає, що його батька вбив чоловік із шістьма пальцями на правій руці, і він вже двадцять років шукає шестипалого вбивцю, щоб помститися. Потім він б'ється на шпагах з людиною в чорному, але програє.
Зупинити загадкового переслідувача намагається гігант Феззік — він погоджується боротися без зброї, але також виявляється переможеним. Людина в чорному наздоганяє Віззіні, який тримає Жовтець заручницею, і пропонує йому інтелектуальну дуель. Він придумав хитромудрий план з двома кубками і отрутою — Віззіні потрібно вгадати, у який з кубків підсипано отруту. Після довгих роздумів Віззіні випиває один з кубків і моментально помирає, бо отруєні були обидва кубки.
Звільнивши Жовтець, людина в чорному заявляє їй, що він — той самий Жахливий Пірат Робертс, який убив Вестлі. Жовтець в люті штовхає його з високого пагорба і кричить, що бажає йому смерті, а у відповідь чує: «Як побажаєш». Жовтець розуміє, що перед нею був сам Вестлі, який пізніше розповідає свою історію. Виявляється, справжній капітан Робертс зробив його своїм наступником і ватажком піратів. Жовтець і Вестлі намагаються втекти від погоні, направленої принцом. Вони ховаються на Вогняному болоті, проте на виході їх наздоганяє Хампердінк. Жовтець повертається до принца в обмін на обіцянку, що Вестлі відпустять, але той віддає бранця свого шестипалому «візиру» графу Тайрону Ругену (Крістофер Гест), який ставить досліди на людях в таємній камері тортур — Ямі відчаю, досліджуючи біль.
Жовтець заявляє Хампердінку, що не вийде за нього заміж, тому що любить Вестлі. Принц пропонує угоду — він відправить на пошуки Вестлі, який з піратами нібито плаває біля берегів Флоріна, свої самі швидкі кораблі, але якщо Вестлі не з'явиться, то Жовтець повинна буде вийти за Хампердінка. Дівчина погоджується, але з часом розуміє, що принц обдурив її. Хампердінк же спускається в Яму відчаю і влаштовує Вестлі смертельні тортури.
Ініго Монтойя та Феззік залишилися живі після поєдинків з людиною в чорному. Ініго, що не знає про смерть Віззіні й чекає його повернення, поселився в Злодійському лісі поблизу королівського замку. Феззік же записався в Жорстокий загін, який наказав сформувати Хампердінк, щоб напередодні весілля очистити Злодійський ліс. Під час облави в лісі друзі зустрічаються і Феззік розповідає Монтойї, що Віззіні помер і знайшовся шестипалий — граф Руген, радник принца. Але щоб помститися, потрібно якось пробратися до замку, що добре охороняється. Ініго вважає, що організувати це під силу лише людині в чорному. Їм вдається знайти камеру тортур, а в ній непритомного Вестлі. Друзі повертають його до життя за допомогою старого чарівника Макса-чудотворця (Біллі Крістал).
Утрьох вони складають план, як проникнути в замок, і успішно його здійснюють. Ініго знаходить Ругена і в тривалому поєдинку вбиває його. Вестлі й Жовтець зустрічаються знову, і всі четверо разом покидають замок, зруйнувавши плани принца Хампердінка.

## В ролях
- Кері Елвес — Вестлі (англ. Westley)
- Робін Райт — Жовтець (англ. Buttercup)
- Менді Патінкін — Ініго Монтойя (Inigo Montoya)
- Кріс Сарандон — принц Хампердінк (Prince Humperdinck)
- Воллес Шон — Віззіні (Vizzini)
- Андре Гігант — Феззік (Fezzik)
- Фред Севідж — хлопчик, якому читають казку
- Пітер Фальк — дідусь / оповідач
- Крістофер Гест — граф Тайрон Руген (Count Tyrone Rugen)
- Пітер Кук — виразний священник
- Мел Сміт — Альбіно (Альбінос)
- Керол Кейн — Валері, дружина Макса
- Біллі Крістал — чарівник Макс (Miracle Max)
- Енн Дайсон — королева

## Саундтрек
Автор музики Марком Нопфлером, за виключенням «Storybook Love». 
| #   | Назва                                            | Тривалість |
| --- | ------------------------------------------------ | ---------- |
| 1.  | «Once upon a Time… Storybook Love»               | 4:00       |
| 2.  | «I Will Never Love Again»                        | 3:04       |
| 3.  | «Florin Dance»                                   | 1:32       |
| 4.  | «Morning Ride»                                   | 1:36       |
| 5.  | «The Friends' Song»                              | 3:02       |
| 6.  | «The Cliffs of Insanity»                         | 3:18       |
| 7.  | «The Swordfight»                                 | 2:43       |
| 8.  | «Guide My Sword»                                 | 5:11       |
| 9.  | «The Fire Swamp and the Rodents of Unusual Size» | 4:47       |
| 10. | «Revenge»                                        | 3:51       |
| 11. | «A Happy Ending»                                 | 1:52       |
| 12. | «Storybook Love»                                 | 4:24       |